# 見鬼2
《見鬼2》是一部2004年香港和新加坡合作的恐怖片，由彭氏兄弟彭順和彭發導演，許月珍和彭氏兄弟共同編劇，舒淇、郭振鋒、原麗淇、傑西達邦·福爾迪和林志泰主演。

## 劇情簡介
失戀的嘉文在泰國自殺未遂，回到香港打算重新開始卻發現自己懷孕了，決定留下孩子的她在地鐵站目睹一個女子跳軌自殺，周圍的人卻什麼也沒有看見。從那以後，嘉文與沒有臉的厲鬼同坐計程車、看見同在醫院待產的周太太身邊有鬼魂如影隨形。認定這一切和地鐵裡自殺的女子有關，為了孩子，她開始調查真相……

## 角色介紹
- 舒淇
- 郭振鋒
- 原麗淇
- 傑西達邦·福爾迪
- 林志泰

## 獎項
| 頒獎典禮     | 獎項       | 名單   | 結果 |
| ------------ | ---------- | ------ | ---- |
| 第41屆金馬獎 | 最佳女配角 | 原麗淇 | 提名 |

## 外部連結
- 香港影庫上《見鬼2》的資料（繁體中文）
- 互联网电影数据库（IMDb）上《見鬼2》的资料（英文）
- 豆瓣电影上《見鬼2》的資料 （简体中文）
- 时光网上《見鬼2》的資料（简体中文）
- 爛番茄上《見鬼2》的資料（英文）
- Metacritic上《見鬼2》的資料（英文）
- Box Office Mojo上《見鬼2》的資料（英文）
- AllMovie上《見鬼2》的资料（英文）